# Neocenchrea bakeri
Neocenchrea bakeri är en insektsart som först beskrevs av Waldo Lee McAtee 1924.  Neocenchrea bakeri ingår i släktet Neocenchrea och familjen Derbidae. Inga underarter finns listade i Catalogue of Life.